# Pedro Videla
Pedro Segundo Regalado Videla Órdenes (Andacollo, 14 de agosto de 1854-Iquique, 21 de mayo de 1879) fue un cirujano y marino chileno.

## Biografía
Fue hijo de Pedro Videla y Pastoriza Órdenes.
Estudió en La Serena hasta 1871. Viajó a Santiago para rendir sus exámenes para titularse de bachiller en filosofía y humanidades en la Universidad de Chile e ingresó inmediatamente a la Escuela de Medicina. Mientras estudiaba, desempeñó el cargo de inspector del Instituto Nacional. En marzo de 1879, terminó sus estudios y obtuvo el grado de licenciado en medicina.
Al estallar la Guerra del Pacífico, postergó su titulación para enrolarse en la marina chilena. Fue destinado como cirujano primero a la goleta Covadonga.
El 21 de mayo de 1879, durante el combate naval de Iquique, se encontraba en la cubierta observando el acercamiento del monitor Huáscar y la fragata Independencia. Al bajar a la enfermería de combate, un proyectil del Huáscar atravesó la goleta, llevándose los pies del cirujano Videla, ocasionándole una hemorragia que después de diez horas le provocó la muerte.
Su cuerpo fue desembarcado en Tocopilla y enterrado en el cementerio de La Serena. En 1920 sus cenizas fueron trasladadas al Monumento a los héroes de Iquique en Valparaíso.

## Homenajes
El patrullero de la Armada de Chile Cirujano Videla es el encargado de auxiliar a los habitantes de las localidades insulares de Chiloé en temas médicos y dentales.
En Andacollo, un Liceo Bicentenario de Excelencia, una plaza y una banda de guerra llevan su nombre. Además, existen calles con su nombre en las comunas de La Serena, La Cisterna, Ñuñoa, Cañete, Valdivia y Punta Arenas.